# خون‌آشام

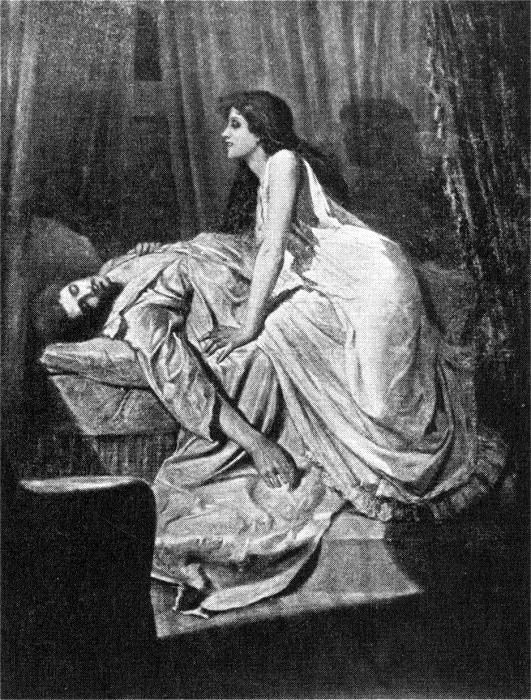
خون‌آشام، اثر فیلیپ برن جونز، ۱۸۹۷

خون‌آشام در افسانه‌ها و فرهنگ فولکلوریک مردم اروپا و آسیا جانداری زنده است که اکثراً از خون انسان‌ها تغذیه می‌کند. در این داستان‌ها خون‌آشام‌ها دندان‌های نیش بلندی دارند که با آنها از گردن زندگان خون می‌مکند و معمولاً دارای قدرت‌های فرا انسانی از جمله زندگی جاودانه و حرکت سریع‌تر از باد و پرواز و کنترل و هیپنوتیزم جانداران زنده به‌جز خود خون‌آشام هستند. برای دور کردن خون‌آشام‌ها از طلسم‌های ویژه‌ای استفاده می‌شود. برای کشتن او یا باید سرش را با شمشیر، چاقو یا وسایل دیگری که تماماً از نقره ساخته شده باشند، از تن جدا کرد یا تکه چوبی را به قلب او فروکرد. همچنین در گذشته مردم برای دور کردن خون‌آشام‌ها از سیر استفاده می‌کردند و اعتقاد داشتند که خون‌آشام‌ها تصویرشان در آینه (عکس) دیده نمی‌شود. در ایران خون آشام در برخی از کتاب های حماسی-افسانه ای وجود دارد مانند فیروزشاه نامه که در آن خون آشام ها توانایی پیش‌بینی آینده را نیز دارند
قصه خون‌آشام‌ها به شکل امروزی در سدهٔ شانزدهم و از بالکان پا گرفت. در سدهٔ هفدهم مسافرانی که از بخش مرکزی اروپا می‌آمدند، افسانه‌های هولناکی از جانداران خون‌آشام و خبیث شیطانی نقل می‌کردند. وحشت خون‌آشام‌ها در مجارستان در سدهٔ هجدهم آنچنان گسترش یافت که هیئتی از طرف دولت مجارستان مسئول بررسی موضوع شد.
بسیاری از نویسندگان سدهٔ نوزدهم مانند گوته، دکتر پولیدوری و بودلر قطعه‌هایی دربارهٔ خون‌آشام‌ها به رشتهٔ تحریر درآوردند. نمایش‌هایی در این زمینه نوشته و اجرا شد. در آلمان اپرایی نیز بر روی صحنه آمد. خون‌آشام‌ها از باورهای فولکوریک اروپا به ادبیات کلاسیک و نوین جهان وارد شده‌اند و امروزه کتاب‌ها و فیلم‌های فراوانی با داستان‌های متفاوت دربارهٔ آن‌ها ساخته می‌شود. مشهورترین شخصیت خون‌آشام در عرصهٔ ادبیات، دراکولا نام دارد که زادهٔ ذهن برام استوکر، نویسنده بریتانیایی است. در ۱۸۹۷ برام استوکر دراکولا را نوشت. استوکر کنت قصه گوتیکی دراکولا را بر مبنای شخصیت پرنس منفور رومانی که در سدهٔ پانزدهم می‌زیست و اعمال خلاف اخلاق و دیگر آزارهای ترسناک او معروف بود، نوشت. او خون دشمنان خود را می‌نوشید و آن‌ها را به قتل می‌رساند. لقب او دراکولا به زبان رومانیایی معنای فرزند شیطان را می‌دهد.
در افسانه‌ها آمده است که خون‌آشام‌ها دارای ۲ دندان نیش بلند هستند که در گردن قربانی فرومی‌کنند و آن‌ها را می‌کشند. البته گاهی ممکن است در برخی داستان‌های افسانه‌ای تمام دندان‌های خون‌آشام‌ها مانند دندان‌های نیش‌شان باشد، آن‌ها نسبت به دیگر جانداران زبان چسبنده و بلند و پهن‌تری دارند. درافسانه‌های عامیانه قدرت‌های فراطبیعی به این جانداران نسبت می‌دهند. آن‌ها می‌توانند از گوری به عمق ۲ متر از میان خاک و سنگ بیرون بیایند.
آن‌ها تسلطی اسرارآمیز بر جانوران دارند و گفته می‌شود که می‌توانند به جانورانی مانند خفاش تبدیل شوند. افسانه‌ها از گرگ‌ها، خفاش‌ها، جغدها و موش‌هایی سخن می‌گویند که زیر نفوذ شیطان به اعمال شیطانی می‌پردازند. آن‌ها قدرت هیپنوتیزم دارند که به آن‌ها امکان می‌دهد تا قربانیان خود را از مقاومت بازدارند و خاطره‌های ترسناک را از ذهن بزدایند. صبح روز پس از حملهٔ خون‌آشام‌ها قربانی تنها خستگی غیرعادی احساس می‌کند که به گمان او نتیجهٔ کابوسی است که شب قبل دیده است. خون‌آشام زیر نور خورشید یا نابود شده یا ضعیف می‌شوند.
خون‌آشام البته همیشه موجودی خارج از اجتماع و در لب مرز نیست، بلکه می‌تواند نقش پادشاهی را داشته باشد. ولتر از کلمه خون‌آشام، به عنوان صفتی برای خون‌آشام‌های واقعی جامعه استفاده کرد- بدون دلیل نیست که خون‌آشام‌های ادبیات، معمولاً از خانواده‌های سلطنتی هستند.
خون یک عنصر جدانشدنی از خون‌آشام، است. خون‌آشام خون قربانیان خود را می‌مکد و با این روش تولیدمثل می‌کند، نوعی پارادوکس تولد برای مرگ، که برای نمایش دادنش از نقش سنتی و سمبلیک خون به عنوان نیروی زندگی استفاده می‌شود. اما این مکیدن خون جنبه دیگری نیز دارد: خون‌آشام با این عمل، نه تنها دستور انجیل را زیر پا می‌گذارد (طبق کتاب مقدس قدیم، نوشیدن خون حرام است)، بلکه از سنن انجیلی برای خود استفاده می‌کند و به عنوان مثال با نوشیدن خون، تبدیل به یک «نامیرا» می‌شود و عمر جاودان پیدا می‌کند، چیزی که در انجیل برای مسیح در نظر گرفته شده است؛ بیدار شدن دوباره گوشت و زندگی جاودان. به این ترتیب، خون‌آشام به عنوان موجودی زاده‌شده در جهنم نمایش داده می‌شود و به این خاطر مخالفان او با حربه‌های خدایی به جنگ او می‌روند، مانند صلیب یا آب مقدس.

## دراکولا
دراکولا بدون شک یکی از مشهورترین شخصیت‌های خون‌آشام است که توسط برام استوکر آفریده شده است. بسیاری گمان می‌کنند که شخصیتی که برام استوکر برای دراکولا در نظر گرفته در واقع مربوط به ولاد سوم که حاکم ظالم رومانی بوده است، گفته می‌شود او مخالفان خود را با روش‌هایی وحشتناک شکنجه می‌داد و جانشان را با شکنجه می‌گرفت. کریستوفر لی یکی از مشهورترین بازیگران نقش دراکولا در مجموعه فیلم‌های وی است.

## نمونه‌های فرهنگی

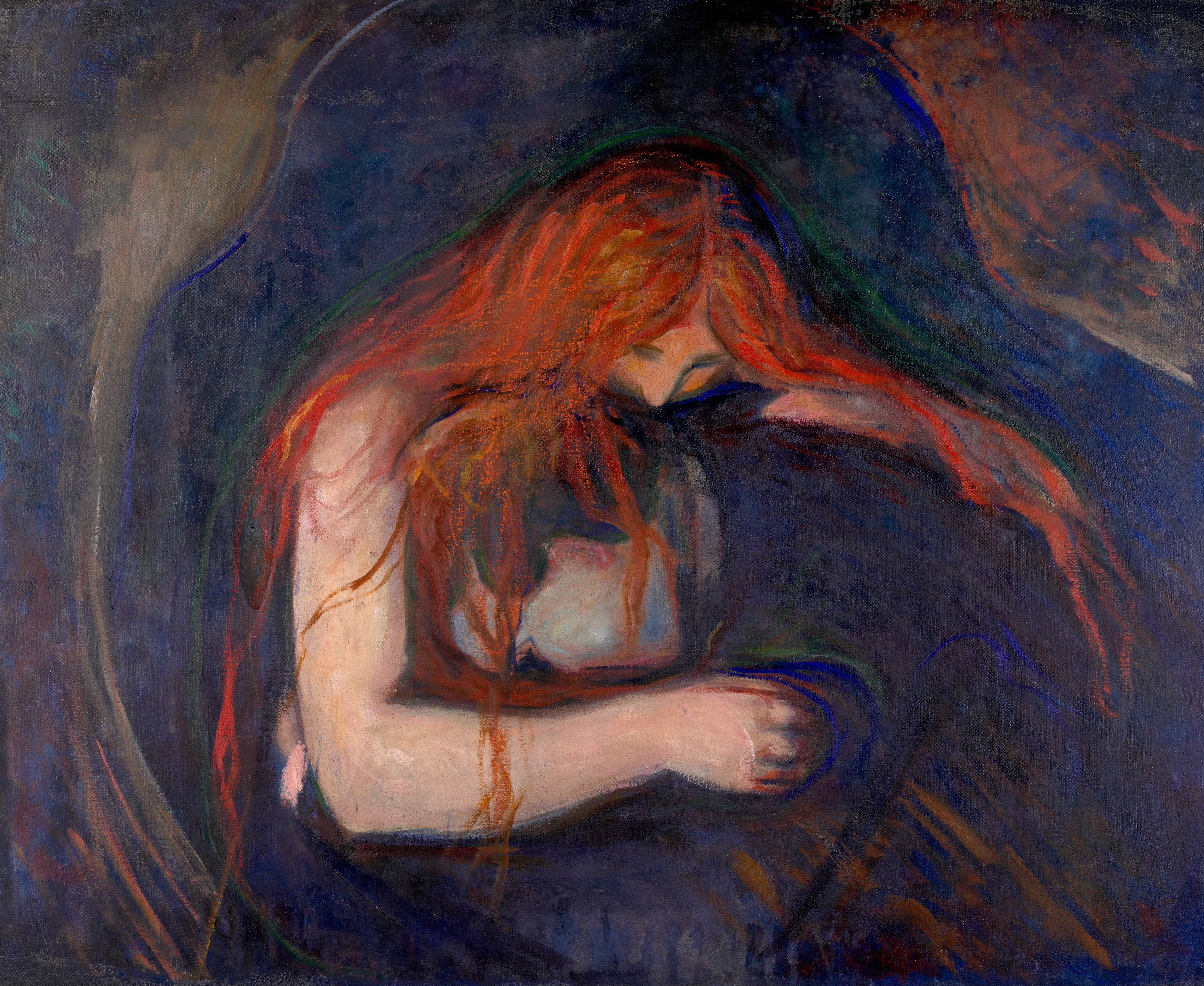
نقاشی خون‌آشام. اثر ادوارد مونک

### خون‌آشام‌ها در ادبیات
- ۱۷۴۸ - شعر خون‌آشام نوشتهٔ هنریش اوگوست اوزنفلدر
- ۱۷۷۳ - لنور نوشتهٔ گوتفرد اوگوست برگر
- ۱۷۹۷ - عروس کورینث نوشتهٔ گوته
- ۱۸۱۳ - جیائور اثر لرد بایرون
- ۱۸۱۹ - خون‌آشام نوشتهٔ جان پولیدوری
- ۱۸۹۷ - دراکولا نوشتهٔ برام استوکر
- ۱۹۷۶–۲۰۰۳ - تاریخچهٔ خون‌آشام نوشتهٔ آن رایس
- قصه‌های سرزمین اشباح (ترجمه درست قصه‌های سرزمین خون آشامان) اثر دارن شان
- حماسه کرپسلی اثر دارن شان
- ۲۰۰۵–۲۰۰۸ - سری گرگ و میش یا شفق نوشته استفانی میر ومیراکبرحسینی
- از سال ۱۹۹۲ - رمان خاطرات خون‌آشام نوشته ال. جی. اسمیت
- ۱۳۹۶ - نمایشنامهٔ «دراکولا» نوشتهٔ جلال تهرانی | انتشارات مکتب تهران
- ۱۳۸۷ - تهران، کوچهٔ اشباح (مجموعهٔ خون‌آشام) نوشتهٔ سیامک گلشیری | نشر افق

### خون‌آشام‌ها در سینما
- هتل ترانسیلوانیا
- فیلم El Conde 2023
- تنها عشاق زنده ماندند، ۲۰۱۳ به کارگردانی جیم جارموش
- دراکولای برام استوکر به کارگردانی فرانسیس فورد کوپولا
- دنیای مردگان خون‌آشام
- سه‌گانهٔ تیغه: تیغه، تیغه ۲، تیغه ۳
- پسران گمشده
- نوسفراتو
- گرگ و میش
- سوپر نچرال
- سیرک عجایب
- ون هلسینگ
- مصاحبه با خون‌آشام
- جکی و خون‌آشامان
- بگذار وارد شوم
- سایه‌های سیاه
- سریال گرگ و میش (بر اساس رمان سپیده دم)
- دراکولا ساخته رضا عطاران
- آنان که زنده نمی‌مانند
- آکادمی خون‌آشام‌ها
- شیفت روز
- دندان شب
- دعوت‌نامه (۲۰۲۲)
- خاطرات خون اشام

### خون‌آشام‌ها در تلویزیون
- خاطرات خون‌آشام
- سوپرنچرال
- خون حقیقی
- اصیل‌ها
- دراکولا
- سریال دادستان خون‌آشام
- مربای پرتقال

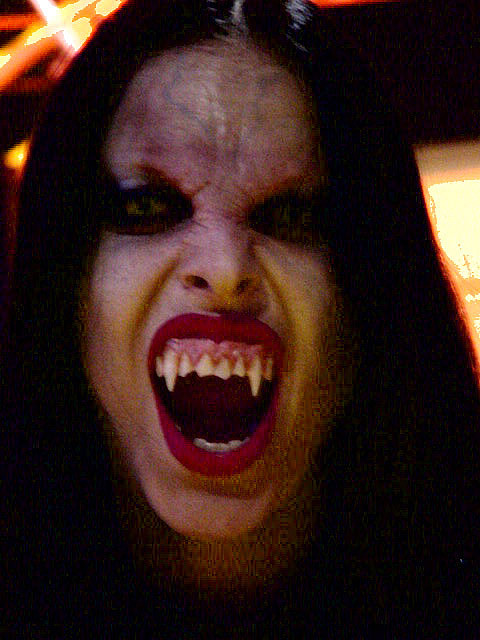
فردی با قیافهٔ خون‌آشام

- انیمیشنی سریالی برای کودکان به نام monster high، شخصیت خون‌آشامی به نام دختر دراکولا (draculoura) بود
- میراث
- سریال گرگ و میش (بر اساس رمان سپیده‌دم)
- وب درام خون شیرین the sweet blood (کره‌ای)
- سریال ضربان قلب (۲۰۲۳)